# La Preuve (film, 1921)
Pour les articles homonymes, voir La Preuve.
La Preuve est un film muet français réalisé par André Hugon, sorti en 1921.

## Fiche technique
- Titre : La Preuve
- Réalisation : André Hugon
- Société de production : Hugon-Film
- Société de distribution : Monat Films
- Pays d'origine :  France
- Langue : film muet avec les intertitres en français
- Format : Noir et blanc — 35 mm — 1,33:1 — Muet
- Genre :
- Métrage :
- Durée :
- Dates de sortie :
  -  France : 23 février 1912

## Distribution
- Elmire Vautier
- Roger Pineau
- Rex Stocken